# Церква Різдва Пресвятої Богородиці (село Троянівка)

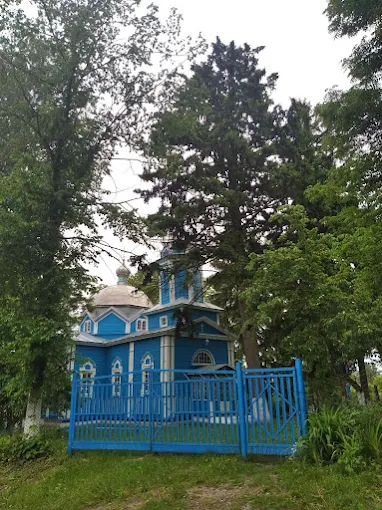

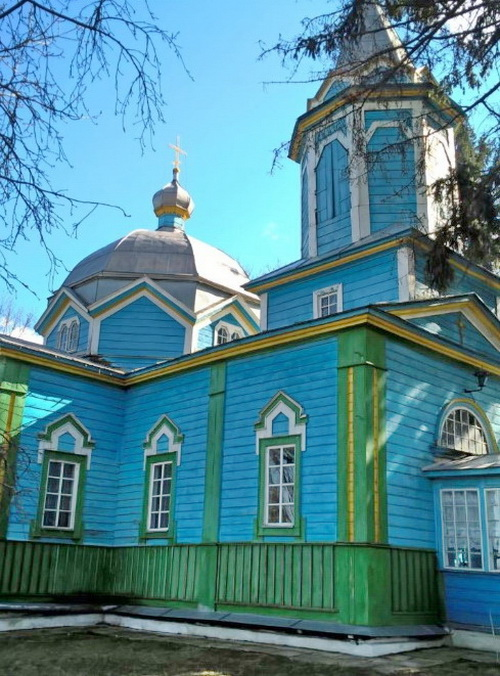

Церква Різдва Пресвятої Богородиці — Православна церква / УПЦ МП /у  селі Троянівка, Теофіпольська селищна рада Теофіпольської громади Хмельницький район Хмельницької області

## Історія
З 1875 року по 1879 року велося будівництво храму  коштом прихожан майстром Осташевським за планом архітектора Раструханова. Вартість будівництва складала 6000 карбованців, фарбування церкви та встановлення іконостасу ще 400 крб. В 1884 році з північного боку прибудували ганок,  а в 1887 році — скляний ганок із західного боку,  в 1892 році встановили новий позолочений іконостас. Церква вистояла в часи більшовицької епохи, діяла весь радянський період та продовжує відправляти служби і по сьогоднішній день.

## Архітектура
Церква  хрестовидна, однокупольна дерев'яна  на кам'яному фундаменті. покрита бляхою, пофарбована голубою фарбою. Двоярусний іконостас із різбленням.

## Список священників
- 1809 р.-Михайло Мазакевич
- 1893 р.- Никандр (Ймовірніше Никанор) Іванович Костецький
- по 18 липня 1911 р.- Іван Либацький
- з 18 липня 1911 по 20 січня 1914 р.-Мелентій Дубицький
- з 31 січня по 9 серпня 1914 р -Федір Скоротинський
- з 15 вересня р. — Микола Гайденко